# مطر فال
مطر فال (بالفرنسية: Martin Fall)‏ (18 مارس 1982 بتولون في فرنسا - ) هو لاعب كرة قدم فرنسي وسنغالي في مركز الوسط. شارك مع منتخب السنغال لكرة القدم. أما مع النوادي، فقد لعب مع نادي أنجيه ونادي تولون ونادي جازيليك أجاكسيو ونادي فريجوس.

## وصلات خارجية
- مطر فال على موقع قاعدة بيانات كرة القدم.إي يو (الإنجليزية)
- مطر فال على موقع ناشيونال فوتبول تيمز (الإنجليزية)
- مطر فال على موقع Soccerway.com (الإنجليزية)
- مطر فال على موقع AS.com (الإسبانية)